# دزلوژ (میزوری)
دزلوژ (به انگلیسی: Desloge) یک منطقهٔ مسکونی در ایالات متحده آمریکا است که در شهرستان سنت فرانسوا، میزوری واقع شده‌است. دزلوژ ۷٫۵۱ کیلومتر مربع مساحت و ۵٬۰۵۴ نفر جمعیت دارد و ۲۴۶ متر بالاتر از سطح دریا واقع شده‌است.